# Die Heimkehr des Joachim Ott
Die Heimkehr des Joachim Ott ist ein Spielfilm der DEFA im Auftrag des Fernsehens der DDR von Edgar Kaufmann aus dem Jahr 1980, nach Motiven des gleichnamigen Romans von Fritz Selbmann aus dem Jahr 1962.

## Handlung
Joachim Ott ist ein ehemaliger Oberleutnant der Wehrmacht, der nach acht Jahren Kriegsgefangenschaft, die er die meiste Zeit in Karaganda verbrachte, entlassen wurde. Völlig verbittert, da er von den sowjetischen Behörden zu Unrecht eines Kriegsverbrechens beschuldigt wurde, steht er 1951 endlich wieder in seiner Heimatstadt, die sich in der jetzigen DDR befindet, und muss am Tag seiner Ankunft erleben, dass seine Frau Bettina und sein Sohn mit einem anderen Mann zusammenleben. Ohne sich ihr erkennen zu geben, sucht er eine Anstellung in dem neuen Werk, welches gerade aufgebaut wird. Auf dieser Baustelle soll das erste Niederschachtofenwerk der Welt erbaut werden. Obwohl er seine Abneigung zu den sowjetischen „Freunden“ und zur Betriebsleitung zu erkennen gibt, wird er eingestellt und dem Tiefbau zugeteilt. Am Abend will er sein Bett in einer Wohnbaracke beziehen und bekommt sogleich Ärger mit den bisherigen Bewohnern, den er dank seiner Stärke für sich entscheiden kann.
Peter Marzell ist der neue Mann an der Seite Bettinas, die nach acht Jahren ohne Nachricht von Joachim, nicht mehr mit seiner Rückkehr rechnet. Doch sie hat ihn nicht vergessen, weshalb sie sein Bild sorgsam im Wäscheschrank, zwischen den Handtüchern aufbewahrt. Marzell ist der Leiter des Ofenbetriebs, der allerdings auch nicht bei allen seiner Mitarbeiter beliebt ist. Der erste Ofen soll bereits in einem halben Jahr in Betrieb gehen und ständig gibt es Änderungen an der Konstruktion, was für die Arbeiter einen Mehraufwand bedeutet, den sie nicht mehr hinnehmen möchten. Obwohl der erste Ofen noch nicht technisch ausgereift und fertiggestellt ist, wird bereits mit dem Bau von neun weiteren Öfen begonnen.
Eines Tages will Bettina eine warme Mahlzeit zu Peter auf die Baustelle, auf der sie als Laborantin arbeitet, bringen, als sie plötzlich Joachim sieht. Sofort lässt sie den Essentopf fallen, rennt zu ihm, um ihn mit zahllosen Küssen zu begrüßen, die er jedoch nicht erwidert, sondern wortlos weitergeht. Anschließend erzählt sie Peter das soeben Erlebte und versichert ihm am Abend, dass sich dadurch ihr Verhältnis nicht verändert hat. Dass Joachim mit seiner Einheit in der Ukraine die Bevölkerung eines ganzen Dorfes umgebracht haben soll, glaubt sie nicht. Bei einem ersten gemeinsamen Spaziergang von Joachim und Bettina an die Orte der gemeinsamen Begegnungen vor dem Zweiten Weltkrieg kommt erneut seine Verbitterung über die falschen Vorwürfe zutage, da sie immer noch Thema sind, obwohl er freigesprochen wurde.
Beim Probelauf eines Förderbands am Ofen 1, wird die auf der Baustelle tätige Carola schwer im Gesicht verletzt. Die Ursache war eine am Band deponierte Handgranate aus Wehrmachtsbeständen. Da die Sabotageanschläge in der letzten Zeit verstärkt auftreten, kommt der Verdacht auf, dass der erst seit Kurzem auf der Baustelle tätige Joachim Ott etwas damit zu tun hat. Übereilt werden zum Feierabend alle in der Nähe des Bandes arbeitenden Arbeiter festgenommen. Am gleichen Tage verschwindet auch Joachim Ott von der Baustelle, ohne dass es jemand bemerkt. Die anderen Arbeiter werden nach den Verhören wieder entlassen. Die nächsten 14 Tage gibt es auf der Baustelle keine Störungen mehr.
Peter Marzell überrascht Bettina mit der Zuweisung für eine Neubauwohnung, damit sie endlich aus ihrem beengten Zimmer ausziehen können, welches für drei Personen zu klein ist. Peter erzählt Bettina, dass Ott seit der Explosion verschwunden ist und sicherlich nicht wiederkommen wird. Doch sie verteidigt Joachim, dass er an der Sabotage unschuldig war, und bittet Peter um etwas Bedenkzeit, was das Beziehen der neuen Wohnung betrifft. Daraufhin zieht Peter aus dem gemeinsamen Zimmer aus und übergibt die Wohnungszuweisung einem seiner Kollegen, der die Wohnung dringend für sich, seine Frau und drei Kinder braucht.
Joachim Ott kommt nach zwei Wochen wieder zurück ins Werk und wird sofort zum Betriebsleiter Theuerkauf bestellt, der ein längeres Gespräch mit ihm führt, um ihn danach wieder an seine alte Arbeit zu schicken. Mit seinem Sohn Jochen trifft sich Joachim jetzt manchmal zum Angeln. Dem ist klar, dass Joachim sein Vater ist, doch Peter bleibt sein Freund. Bettina ist sich inzwischen darüber im Klaren, den Vater ihres Kindes immer noch zu lieben, was sie auch Peter erklärt, doch die Trennung von ihm fällt ihr schwer. Ebenso schwer ist es für sie, den verbitterten Joachim wieder für sich zu gewinnen.
Fast ein halbes Jahr ist vergangen. Drei Tage vor dem 2. Republikgeburtstag soll der erste Ofen in Betrieb gehen. Alle sind darauf vorbereitet und sehr gespannt, ob alles klappt. Doch bereits nach kurzer Zeit fällt das Kühlwasser aus. Die Ursache wird schnell gefunden, es ist eine Verstopfung durch Pflanzen, die aus dem nahegelegenen Fluss mit angesaugt werden. Bei der Kontrolle des dortigen Ansaugfilters wird dessen mutwillige Zerstörung festgestellt, also wieder Sabotage. Im letzten Moment gelingt es die Kühlwasserleitung wieder zu reinigen und einen neuen Filter einzusetzen, womit ein millionenhoher Schaden vermieden werden kann. Da die Ansaugstelle dort liegt, wo Joachim Ott immer angelt, fällt der Verdacht sofort auf ihn. Bei einer Untersuchung seines Schranks und des Bettes in der Wohnbaracke, wird eine Handgranate gefunden, was den Verdacht noch erhärtet. Der erste Abstich ist erfolgreich und wird entsprechend von der Ofenbesatzung gefeiert. In dieser Zeit sucht Ott den Saboteur, der ihm die Störungen in die Schuhe schieben will, und findet ihn auch. Der ist gerade dabei einen neuen Sabotageakt zu begehen und bringt nach seiner Entdeckung Ott, während eines Kampfes, in eine lebensgefährliche Situation. Aus dieser kann ihn die Ofenbesatzung rechtzeitig befreien, aber der Täter kann fliehen. Es ist ein Kollege, der zu keiner Zeit unter Verdacht stand, diesen jedoch mit verschiedenen Aktionen, auf Ott lenken konnte.
Monate später zieht Peter Marzell in eine andere Stadt, in der er studiert. Joachim Ott, noch immer wortkarg und verschlossen, spürt wieder festen Boden unter seinen Füßen. Einer gemeinsamen Zukunft mit Bettina und Jochen steht nichts mehr im Weg.

## Produktion und Veröffentlichung
Die Heimkehr des Joachim Ott wurde unter dem Arbeitstitel Heimkehr auf ORWO-Color gedreht und hatte seine Erstausstrahlung am 20. April 1980 im 1. Programm des Fernsehens der DDR.
Das Szenarium stammte von Rolf Gumlich und für die Dramaturgie war Horst Angermüller verantwortlich.

## Kritik
Im Neuen Deutschland schrieb Peter Hoff:

„In der Regiearbeit Edgar Kaufmanns fehlt dem Film leider die dialektische Figurenanlage, wie sie im Buch vorgegeben ist. Das führt zur Verarmung des individuellen Profils der meisten Gestalten. Marzells Verzicht auf Bettina, der letztlich Bettinas Entscheidung für Ott befördert, ist weitgehend ungestaltet. Das führt dazu, daß die Darstellung des Marzell durch Weber eckig bleibt, die sehr schönen Brüche in der Entwicklung, wie sie im Buch angelegt sind, nicht produktiv gemacht werden. Dadurch wird auch Renate Blume der Aufbau der Bettina erschwert. Und es wird auch Gunter Schoß die Figurenentwicklung des Ott schwergemacht, der zu lange isoliert erscheint. Sein politisch bedeutsames Handeln wirkt spontan, nicht als Qualitätsumschlag, der lange vorbereitet ist. Der Regisseur hat sich wohl mit Akribie um die Stimmigkeit szenischer Details bemüht, doch der gedanklichen Dimension blieb er einiges schuldig.“

In der Neuen Zeit äußerte sich G.S. wie folgt:

„Edgar Kaufmann […] führte die Regie dieses Films, der wesentliche Impulse aus der Atmosphäre der Nachkriegszeit empfängt und dort besonders starke Wirkungen erreicht, wo die Kamera Rolf Sohres Gelegenheit erhält, eine karge Wohnungseinrichtung, das trostlose Milieu einer Bauarbeiterbaracke, die einsame Heimkehrergestalt vor der Kulisse der Spreewaldlandschaft zu erfassen und über die Bildsprache emotionale Erlebnisse mitzuteilen.“